# 那賀町立北川小学校
那賀町立北川小学校（なかちょうりつ きたがわしょうがっこう）は、徳島県那賀郡那賀町木頭折宇字六地蔵にあった公立小学校。
児童数の減少などの理由で2017年3月31日をもって休校し、同年4月1日に那賀町立木頭小学校に統合予定。

## 概要
- 2016年5月27日、薩摩芋栽培を実施。11月頃、収穫。12月、学校祭「いしだて祭り」で住民らに振る舞う。薩摩芋栽培は同校の通年行事である[2][3]。

## 基礎データ
全校生徒数
- 149人（1936年度（昭和11年度）当時）[1]
- 4人（2015年度（平成27年度）当時）[1]

全卒業生数　
- 1481人（2015年度（平成27年度）当時）[1]

## 沿革
- 1879年（明治12年） - 海川小学校北川分校として創立。
- 1881年（明治14年） - 北川小学校簡易科となる[4]。
- 2005年（平成17年） - 町村合併のため那賀町立北川小学校となる。
- 2016年（平成28年）
  - 2月以降 - 北川小学校PTAが休校と在校生の木頭小への転入について議論をする[1]。
  - 4月12日 - 北川小学校PTA総会で2016年度末（平成28年度末）限りで、休校する事が、決定する[1]。
  - 4月13日 - 北川小学校PTAが那賀町教育委員会に要望書を提出する[1]。
  - 4月26日 - 住民説明会を実施する[1]。
  - 5月17日 - 那賀町議会5月定例会で休校を承認する[1]。
  - 6月 - 北川小学校誌編纂編集委員会を発足[4]。
  - 7月 - 北川小学校誌の寄稿を募集[4]。

## 校訓
- 自主
- 協同
- 責任

## 関連学校
- 那賀町立木頭中学校